# Дискография Enigma

## Альбомы
| Информация |
| --- |
| MCMXC a.D. - Вышел: 3 декабря 1990 - Лейбл: Virgin Schallplatten GmbH - Номер в каталоге: 261 209 - Носители: CD, Cass, 12" - Синглы: «Sadeness (Part I)», «Mea Culpa (Part II)», «Principles Of Lust», «The Rivers Of Belief» - Описание: Первый классический альбом проекта. - Мировые продажи: 20 млн копий |
| The Cross of Changes - Вышел: 6 декабря 1993 - Лейбл: Virgin Schallplatten GmbH - Номер в каталоге: 7243 8 39236 2 5, CDVIR 20, PM 527, PM 520 - Носители: CD, Cass, LP - Синглы: «Age Of Loneliness (Carly’s Song)», «Return To Innocence», «The Eyes Of Truth», «Out From The Deep» - Описание: Место григорианских хоралов заняли песнопения различных народов мира. - Мировые продажи: 12 млн копий                                                                                       |
| Le Roi Est Mort, Vive Le Roi! - Вышел: 25 ноября 1996 - Лейбл: Virgin Schallplatten GmbH - Номер в каталоге: 7243 8 42066 2 8, CDVIR 60 - Носители: CD, Cass, LP - Синглы: «Beyond The Invisible», «T.N.T. For The Brain» - Описание: Дитя первых двух альбомов. Кроме того Мишель Крету в полной мере проявил свои вокальные способности. - Мировые продажи: 7 млн копий |
| The Screen Behind the Mirror - Вышел: 17 января 2000 - Лейбл: Virgin Schallplatten GmbH - Номер в каталоге: 8 48606 2, DGVIR 100 - Носители: CD, LP - Синглы: «Gravity Of Love», «Push The Limits» - Описание: В основу этого альбома положена музыкальная тема из известной оратории Карла Орффа «Carmina Burana». - Мировые продажи: 5 млн копий |
| Voyageur - Вышел: 29 сентября 2003 - Лейбл: Virgin Music Germany - Номер в каталоге: 7243 591312 2 1 - Носители: CD, LP - Синглы: «Voyageur», «Following The Sun», «Boum-Boum» - Описание: Первый альбом проекта, в котором полностью отсутствуют заимствованные семплы. - Мировые продажи: 1 млн копий |
| A Posteriori - Вышел: 22 сентября 2006 - Лейбл: Virgin Music Germany - Номер в каталоге: 00946 369994 2 5, 373092 2 - Носители: CD, DVD - Синглы: «Goodbye Milky Way», «Eppur Si Muove», «20.000 Miles Over The Sea (Boca Junior Remix)» - Описание: Альбом уникален тем, что записан на передвижной мини студии «The Alchemist». - Мировые продажи: 0,5 млн копий |
| Seven Lives Many Faces - Вышел: 19 сентября 2008 - Лейбл: Virgin Music Germany - Номер в каталоге: 50999 227124 2 4, CDVIR 226 - Носители: CD, DVD - Синглы: «La Puerta Del Cielo/Seven Lives», «The Same Parents» - Описание: Есть информация, что всего для Seven Lives Many Faces Крету написал 60 композиций, из которых и были отобраны окончательные 12 треков. В композиции The Same Parents впервые спели сыновья Майкла Крету — Никита и Себастьян. - Мировые продажи: 0,5 млн копий |
| The Fall Of a Rebel Angel - Вышел: 11 ноября 2016 - Лейбл: Island Records - Номер в каталоге: - Носители: CD, DVD - Синглы: «Sadeness. Part II», «Amen» - Описание: Альбом сочетающий историю, музыку и иллюстрации. - Мировые продажи: 0,5 млн копий |

## Синглы
| Год  | Название                                                 | Позиции в чартах | Позиции в чартах | Позиции в чартах | Позиции в чартах | Позиции в чартах | Позиции в чартах | Позиции в чартах | Позиции в чартах | Позиции в чартах | Позиции в чартах | Альбом                                      |
| Год  | Название                                                 | GER              | AUS              | AUT              | FRA              | NETH             | NOR              | SWE              | SWI              | UK               | US               | Альбом                                      |
| ---- | -------------------------------------------------------- | ---------------- | ---------------- | ---------------- | ---------------- | ---------------- | ---------------- | ---------------- | ---------------- | ---------------- | ---------------- | ------------------------------------------- |
| 1990 | «Sadeness (Part I)»                                      | 1                | 2                | 1                | 1                | 1                | 1                | 1                | 1                | 1                | 5                | MCMXC a.D.                                  |
| 1991 | «Mea Culpa (Part II)»                                    | 7                | —                | 21               | 4                | 11               | —                | 20               | 10               | 55               | —                | MCMXC a.D.                                  |
| 1991 | «Principles of Lust»                                     | 90               | —                | —                | 29               | —                | —                | —                | —                | 59               | —                | MCMXC a.D.                                  |
| 1991 | «The Rivers of Belief»                                   | —                | —                | —                | —                | —                | —                | 37               | —                | 68               | —                | MCMXC a.D.                                  |
| 1993 | «Carly's Song» (вышел в свет только в США и в Австралии) | —                | —                | —                | —                | —                | —                | —                | —                | —                | —                | Music from the Motion Picture Sliver        |
| 1994 | «Return to Innocence»                                    | 5                | 16               | 4                | 11               | 8                | 1                | 1                | 5                | 3                | 4                | The Cross of Changes                        |
| 1994 | «The Eyes of Truth»                                      | —                | —                | —                | —                | 31               | —                | 34               | —                | 21               | —                | The Cross of Changes                        |
| 1994 | «Age of Loneliness»                                      | —                | —                | —                | —                | 40               | —                | —                | —                | 21               | —                | The Cross of Changes                        |
| 1994 | «Out from the Deep»                                      | —                | —                | —                | —                | —                | —                | —                | —                | —                | —                | The Cross of Changes                        |
| 1996 | «Beyond the Invisible»                                   | 40               | —                | 20               | 32               | 27               | 13               | 29               | 36               | 26               | 81               | Le Roi est mort, vive le Roi!               |
| 1997 | «T.N.T. for the Brain»                                   | —                | —                | —                | —                | —                | —                | —                | —                | 60               | —                | Le Roi est mort, vive le Roi!               |
| 1999 | «Gravity of Love»                                        | 65               | —                | —                | —                | 84               | —                | —                | 89               | —                | —                | The Screen Behind the Mirror                |
| 2000 | «Push the Limits»                                        | 96               | —                | —                | —                | —                | —                | —                | —                | —                | —                | The Screen Behind the Mirror                |
| 2001 | «Turn Around»                                            | 65               | —                | —                | —                | —                | —                | —                | 45               | —                | —                | Love Sensuality Devotion: The Greatest Hits |
| 2003 | «Voyageur»                                               | —                | —                | —                | —                | —                | —                | —                | —                | —                | —                | Voyageur                                    |
| 2003 | «Following the Sun»                                      | 97               | —                | —                | —                | —                | —                | —                | —                | —                | —                | Voyageur                                    |
| 2004 | «Boum-Boum»                                              | 98               | —                | —                | —                | —                | —                | —                | —                | —                | —                | Voyageur                                    |
| 2006 | «Hello and Welcome»                                      | 87               | —                | —                | —                | —                | —                | —                | —                | —                | —                | 15 Years After                              |
| 2006 | «Goodbye Milky Way» (web)                                | —                | —                | —                | —                | —                | —                | —                | —                | —                | —                | A Posteriori                                |
| 2006 | «20.000 Miles Over The Sea (Boca Junior Remix)» (web)    | —                | —                | —                | —                | —                | —                | —                | —                | —                | —                | A Posteriori                                |
| 2006 | «Eppur Si Muove»                                         | —                | —                | —                | —                | —                | —                | —                | —                | —                | —                | A Posteriori                                |
| 2008 | «La Puerta Del Cielo/Seven Lives»                        | 56               | —                | —                | —                | —                | —                | —                | —                | —                | —                | Seven Lives Many Faces                      |
| 2008 | «The Same Parents» (web)                                 | —                | —                | —                | —                | —                | —                | —                | —                | —                | —                | Seven Lives Many Faces                      |
| 2010 | «MMX (The Social Song)» (web)                            | —                | —                | —                | —                | —                | —                | —                | —                | —                | —                | —                                           |
| 2016 | «Sadeness (Part II)» (web)                               | —                | —                | —                | —                | —                | —                | —                | —                | —                | —                | The Fall of a Rebel Angel                   |
| 2016 | «Amen» (web)                                             | —                | —                | —                | —                | —                | —                | —                | —                | —                | —                | The Fall of a Rebel Angel                   |

Всего продано более 20 миллионов синглов.

## Сборники
- 1998: Trilogy (+1+2+3)
- 2001: Love Sensuality Devotion: The Greatest Hits
- 2001: Love Sensuality Devotion: The Remix Collection
- 2001: Remember The Future / MCMXC a.D.: The Complete Video Album
- 2005: 15 Years After
- 2009: The Platinum Collection

## Специальные издания
- 1991: «MCMXC a.D. (The Limited Edition)»
- 1994: «Age of Loneliness (Limited Edition „Greatest Remixes“)»
- 1994: «The Eyes of Truth (Limited Edition „Singles Collection“)»
- 1994: «The Cross Of Changes (Special Limited Edition)»
- 1997: «In The Beginning… (Promotional Compilation CD)»

## Совместные работы
- 2000: Трек «Enigmatic Encounter», совместно с АТВ

## Ремиксы, не вошедшие в синглы и альбомы
- Voice Of Enigma Medley Razormaid Mix
- Sadeness Hottracks Remix
- Sadeness Pop Mix Mix
- Mea Culpa Armand Van Helden Mega Mix
- Principles Of Lust Bonus Mix
- Carly’s Song New Chant Mix
- Age Of Loneliness Razormaid Remix
- Light Of Your Smile Razormaid Remix

## Неизданные ремиксы
- 1998: The Roundabout DJ Quicksilver Remix
- 2000: Silence Must Be Heard АТВ Remix

## Видеография

#### DVD
- 2001: Remember The Future
- 2003: MCMXC a.D.: The Complete Video Album
- 2006: A Posteriori DVD Album
- 2008: Seven Lives Many Faces DVD Album

#### Видеоклипы не вошедшие в официальные сборники клипов
- 1993: «Carly’s Song»
- 1994: «Out From The Deep»
- 2000: «Push The Limits (ATB Mix)»
- 2003: «Voyageur»
- 2004: «Boum-Boum» присутствует на сингле, выпущенном в Великобритании
- 2005: «Hello and Welcome» присутствует на сингле